# Валя-Урсулуй (Поноареле, Мехедінць)
Валя-Урсулуй (рум. Valea Ursului) — село у повіті Мехедінць в Румунії. Входить до складу комуни Поноареле.
Село розташоване на відстані 272 км на захід від Бухареста, 39 км на північ від Дробета-Турну-Северина, 145 км на південний схід від Тімішоари, 112 км на північний захід від Крайови.

## Населення
За даними перепису населення 2002 року у селі проживали 100 осіб, усі — румуни. Усі жителі села рідною мовою назвали румунську.